# Орловка (Учалинский район)
Орло́вка (баш. Орловка) — деревня в Учалинском районе Республики Башкортостан Российской Федерации. Входит в состав Ильчигуловского сельсовета.
Деревня по факту является единым населённым пунктом с деревней Ильчигулово.

## География

### Географическое положение
Расстояние до:
- районного центра (Учалы): 76 км,
- центра сельсовета (Ильчигулово): 1 км,
- ближайшей железнодорожной станции (Алтын-Таш): 16 км.

## Население
| 2002 | 2009 | 2010 |
| ---- | ---- | ---- |
| 320  | ↘291 | ↘243 |

Национальный состав
Согласно переписи 2002 года, преобладающая национальность — башкиры (94 %).